# När sanningen inte räcker
När sanningen inte räcker är en självbiografisk bok från 2021 av Göran Lambertz. Boken handlar om hur Lambertz blev anklagad för våldtäkt av den 29-åriga juridikstudenten "Emma", greps av polis den 8 mars 2021 och satt häktad i två veckor innan förundersökningen lades ner den 23 mars. Lambertz reflekterar över sina veckor i häkte, mediedrevet samt om lag, moral, sanning och lögn i allmänhet.

## Utgåva
- Lambertz, Göran (2021). När sanningen inte räcker. Lund: Ekström & Garay. Libris jxz3pbdbgfb1ldb7. ISBN 978-91-89397-76-7